# Ali Amri
Pour les articles homonymes, voir Amri.
Ali Amri, né le 1er mars 1980 à Tunis, est un basketteur tunisien actif de 2002 à 2021. 

## Carrière
- 2002-2010 : Club africain
- 2012-2013 : Étoile sportive goulettoise
- 2013-2016 : Association sportive d'Hammamet
- 2016-2017 : Union sportive El Ansar
- 2017-2020 : Association sportive d'Hammamet
- 2020-2021 :  Étoile sportive goulettoise

## Palmarès
- Championnat de Tunisie : 2004
- Coupe de Tunisie : 2003
- Super Coupe de Tunisie : 2003, 2004